# Беатрис Гелбер
Беатрис Гелбер (енгл. Beatrice Gelber) је амерички психолог најпознатији по свом раду на асоцијативном учењу протозоа сугеришући да синаптичка пластичност није суштински неурохемијски механизам за учење и памћење.

## Биографија
Докторирала је психологију на Универзитету у Чикагу и похађала је Универзитет Колумбија. Била је професорка на Универзитету Индијана до 1960. године када је основала Институт за основна истраживања здравља. Позната је по свом истраживању интрацелуларних механизама учења и понашања. Показала је да Paramecium aurelia може формирати асоцијације након тренинга што подсећа на асоцијативно учење у вишећелијским организмима. Навела је да се ове модификације понашања могу произвести модификацијом биолошких макромолекула као што су протеински или РНК-протеински комплекси утичући на динамичку равнотежу наведених кључних молекула. Њена открића су оспорили савременици као што је Доналд Д. Јенсен који је критиковао употребу протозоа у упоредним студијама учења.